# RAMS
RAMS je anglická zkratka pro spolehlivost (Reliability), dostupnost (Availability), udržovatelnost (Maintainability) a bezpečnost (Safety), což jsou základní vlastnosti technického systému z hlediska jeho kvality. Používá se například u drážních systémů.
- Spolehlivost (bezporuchovost) je schopnost systému spolehlivě vykonávat požadovanou činnost.
- Dostupnost (pohotovost) je schopnost systému vykonávat požadovanou činnost v požadovaném čase.
- Udržovatelnost je míra snadnosti údržby a oprav systému.
- Bezpečnost je schopnost systému nevytvářet nepřípustná rizika pro bezpečnost lidí a životního prostředí.